# Douméra
Ne doit pas être confondu avec Ras Douméra.

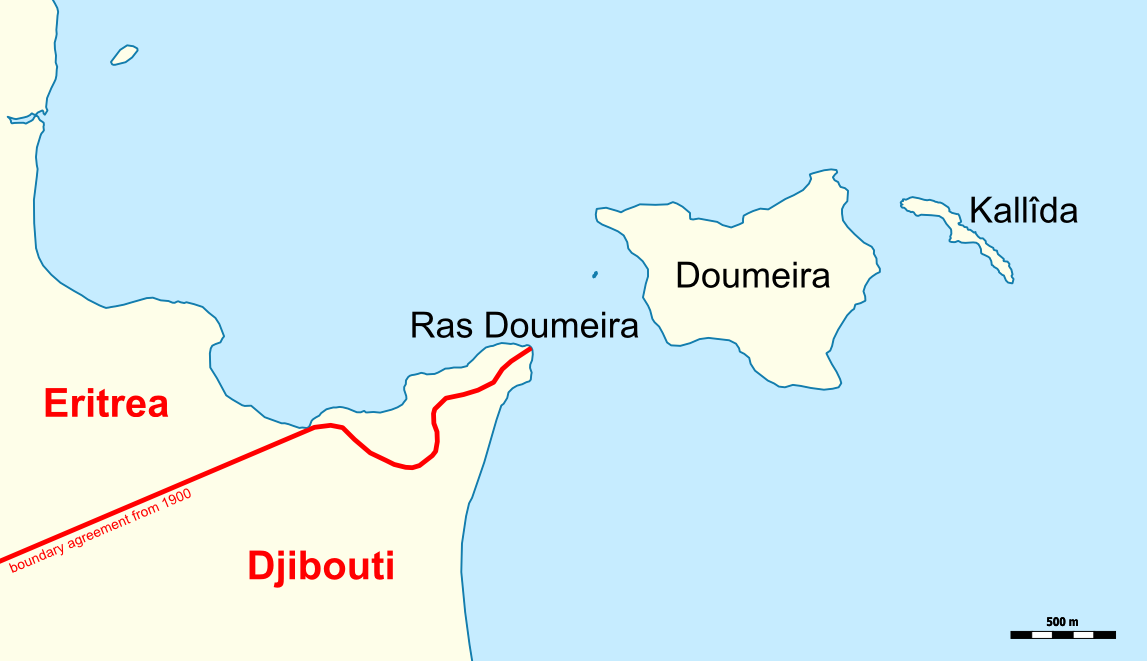
Carte du ras et de l'île de Douméra.

Le cap (ras) et l'île de Douméra (on trouve aussi les graphies Doumeira, Doumerah...) constituent l'extrémité terrestre de la frontière entre Djibouti et l'Érythrée, sur le littoral de la mer Rouge.

## Histoire
L'accord de mars 1862 qui cède le territoire d'Obock à la France  signale le « cap Doumeirah », situé sur le territoire du sultanat de Rehayto, comme sa limite septentrionale.
La frontière littorale entre les possessions françaises et italiennes est fixée à Douméra dès 1891 et confirmée en 1901. Une mission conjointe sur le terrain la valide en 1902. L'accord franco-italien de janvier 1935, dit Laval-Mussolini, prévoit la cession de ce territoire à l’Érythrée, mais il n'est jamais ratifié par l'Italie. La frontière reste donc inchangée, l'île est indivise entre les deux pays.
Douméra est le prétexte de l'affrontement entre les forces érythréennes et djiboutiennes de juin 2008.

## Géographie
Douméra est un lieu désertique et inhabité, sans point d'eau, décrit en 1939 par le géographe Edgar Aubert de la Rüe .
Un petit massif, perpendiculaire à la mer, coupe le cap en deux et se prolonge vers l'intérieur avant de bifurquer vers le nord. L'île est approximativement dans le prolongement du cap, légèrement au sud cependant, à quelques dizaines de mètres de la côte.